# Palomar-Leiden Survey
| 1743 Schmidt      | 24 settembre 1960 |
| 1744 Harriet      | 24 settembre 1960 |
| 1776 Kuiper       | 24 settembre 1960 |
| 1777 Gehrels      | 24 settembre 1960 |
| 1778 Alfvén       | 26 settembre 1960 |
| 1795 Woltjer      | 24 settembre 1960 |
| 1808 Bellerophon  | 24 settembre 1960 |
| 1809 Prometheus   | 24 settembre 1960 |
| 1810 Epimetheus   | 24 settembre 1960 |
| 1811 Bruwer       | 24 settembre 1960 |
| 1812 Gilgamesh    | 24 settembre 1960 |
| 1813 Imhotep      | 17 ottobre 1960   |
| 1846 Bengt        | 24 settembre 1960 |
| 1868 Thersites    | 24 settembre 1960 |
| 1869 Philoctetes  | 24 settembre 1960 |
| 1870 Glaukos      | 24 marzo 1971     |
| 1871 Astyanax     | 24 marzo 1971     |
| 1872 Helenos      | 24 marzo 1971     |
| 1873 Agenor       | 25 marzo 1971     |
| 1912 Anubis       | 24 settembre 1960 |
| 1923 Osiris       | 24 settembre 1960 |
| 1924 Horus        | 24 settembre 1960 |
| 1964 Luyten       | 24 settembre 1960 |
| 1965 van de Kamp  | 24 settembre 1960 |
| 1966 Tristan      | 24 settembre 1960 |
| 1979 Sakharov     | 24 settembre 1960 |
| 2003 Harding      | 24 settembre 1960 |
| 2041 Lancelot     | 24 settembre 1960 |
| 2042 Sitarski     | 24 settembre 1960 |
| 2054 Gawain       | 24 settembre 1960 |
| 2082 Galahad      | 17 ottobre 1960   |
| 2095 Parsifal     | 24 settembre 1960 |
| 2125 Karl-Ontjes  | 24 settembre 1960 |
| 2154 Underhill    | 24 settembre 1960 |
| 2155 Wodan        | 24 settembre 1960 |
| 2176 Donar        | 24 settembre 1960 |
| 2177 Oliver       | 24 settembre 1960 |
| 2200 Pasadena     | 24 settembre 1960 |
| 2210 Lois         | 24 settembre 1960 |
| 2224 Tucson       | 24 settembre 1960 |
| 2225 Serkowski    | 24 settembre 1960 |
| 2247 Hiroshima    | 24 settembre 1960 |
| 2256 Wisniewski   | 24 settembre 1960 |
| 2289 McMillan     | 24 settembre 1960 |
| 2317 Galya        | 24 settembre 1960 |
| 2318 Lubarsky     | 24 settembre 1960 |
| 2319 Aristides    | 17 ottobre 1960   |
| 2339 Anacreon     | 24 settembre 1960 |
| 2412 Wil          | 17 ottobre 1960   |
| 2413 van de Hulst | 24 settembre 1960 |

La Palomar-Leiden Survey (PLS) è stata un'indagine astronomica di successo per studiare pianeti minori in una collaborazione tra l'Osservatorio Palomar degli Stati Uniti e l'Osservatorio olandese di Leida, e ha portato alla scoperta di migliaia di asteroidi, tra cui molti troiani di Giove.
L'indagine PLS originale ha avuto luogo nel 1960 ed è stata seguita da tre campagne di Palomar-Leiden Trojan Survey, lanciate nel 1971, 1973 e 1977. I suoi principali investigatori erano gli astronomi Ingrid e Cornelis van Houten a Leida e Tom Gehrels a Palomar. Per il periodo dell'intera indagine (1960-1977), al trio di astronomi è attribuita la scoperta di 4.637 pianeti minori numerati, che hanno ricevuto la propria designazione provvisoria, come 6344 P-L, 4835 T-1 e 3181 T-2.
PLS è stata una delle indagini sui pianeti minori più produttive mai condotte: sono state scoperte cinque nuove famiglie di asteroidi, sono state rilevlate lacune alle risonanze orbitali 1:3 e 2:5 con Giove e sono state scattate centinaia di lastre fotografiche con il telescopio Samuel Oschin di Palomar. Queste piastre sono ancora utilizzate nella loro forma digitalizzata per la precovery di pianeti minori.

## Denominazione
I corpi scoperti hanno ricevuto una designazione provvisoria personalizzata. Ad esempio, l'asteroide 2040 P-L è il 2040º pianeta minore nell'indagine originale di Palomar-Leiden, mentre l'asteroide 4835 T-1 è stato scoperto durante la prima campagna Trojan. Da allora alla maggior parte di questi corpi è stato assegnato un numero e molti hanno ricevuto una denominazione. L'identificatore personalizzato nella designazione provvisoria "P-L" sta per "Palomar-Leiden", dal nome dell'Osservatorio Palomar e dell'Osservatorio di Leiden. Per le tre campagne Trojan, i prefissi di designazione del sondaggio "T-1", "T-2" e "T-3" stanno per "Trojan".